# Münchener Post
Münchener Post foi um jornal socialista publicado em Munique, na Alemanha entre 1888 e 1933. O jornal foi notável por sua campanha contra Adolfo Hitler (ou Adolf Hitler) e o Partido Nacional-Socialista dos Trabalhadores Alemães antes da sua ascensão ao poder. O jornal foi fechado imediatamente por Hitler em março de 1933, após ele ter se tornado o chefe de governo do Reich.

## História
O jornal foi fundado pelo Partido Social Democrata da Baviera, e a sua oposição inicial a Hitler baseava-se nos fundamentos ideológicos, e rapidamente adquiriu uma dimensão pessoal tanto para os jornalistas envolvidos quanto para o próprio Hitler.
Em 1933, como parte da exclusão da oposição dos meios de comunicação ao nazismo, foi ordenado o fechamento de vários periódicos na Alemanha. Todos os edifícios dos jornais socialistas foram tomados pelo governo. Os escritores e editores do Münchener Post foram detidos e aprisionados e as suas instalações foram entregues às esquadras do Partido Nazi, que destruíram seus gabinetes e prensas móveis e queimaram os seus arquivos.

## "A Cozinha Venenosa"
A Cozinha Venenosa (em alemão:  "Giftküche") foi o nome que Adolf Hitler atribuiu a um grupo de jornalistas do Münchener Post que foi extremamente crítico a ele, tendo publicado uma série de reportagens investigativas e extremamente negativas sobre Hitler na década de 1920 e início da década de 1930, antes de sua ascensão ao poder na Alemanha em 1933.
Münchener Post seguiu de perto Hitler e seu partido, e expôs seus crimes, intrigas internas e escândalos. Hitler considerava o jornal, a quem chamou de "a cozinha venenosa", um dos seus adversários públicos mais conturbadores, tendo feito-o de alvo de várias ações de difamação tomadas pelo Partido Nazi. O jornal escrevia a partir de uma perspectiva populista, vendo Hitler e seu partido como um perigoso conjunto de criminosos e não como inimigos ideológicos, ou como um movimento político de boa fé.
Ron Rosenbaum no seu livro de 1998 escreveu acerca da Cozinha Venenosa:
"O seu duelo com Hitler durou doze anos e produziu alguns dos mais marcantes e penetrantes vislumbres de seu carácter, da sua mente e do seu método, desde então. Muito do seu trabalho foi esquecido, mas nem tudo foi superado. E como sugere o nome de Cozinha Venenosa, eles conseguiram ficar sob a pele de Hitler...."
O grupo Cozinha Venenosa tornou-se uma das poucas vozes de aviso que antecipava sobre os perigos representados pela ascensão do Partido Nazi, embora os seus alertas tenham sido largamente ignorados na época.
Quando Hitler finalmente chegou ao poder em 1933, as sedes do The Munich Post foram pilhadas pelas Sturmabteilung a 9 de março de 1933, e todos os membros do jornal foram presos nos campos de concentração. O mesmo endereço postal foi tirado do mapa e permanece assim até a atualidade.
Faziam parte do grupo: Martin Gruber, Erhard Auer, Edmund Goldschagg, e Julius Zerfaß, entre outros. Edmund Goldschagg cofundou posteriormente o jornal Süddeutsche Zeitung.

## Investigação histórica
Muito pouco foi escrito sobre o jornal Münchener Post até que em 1998 o jornalista estado-unidense Ron Rosenbaum publicou o seu livro Explaining Hitler: The Search for the Origins of His Evil. Rosenbaum considera "a batalha inglória entre Hitler e os repórteres e editores corajosos do jornal... uma das maiores tragédias não relatadas na história do jornalismo", e desafiou os jornalistas contemporâneos a fazerem justiça aos "homens que trouxeram tanta honra à profissão com a vossa coragem e zelo investigativo" (Rosenbaum 37, 58).
Em 2018, o canal de televisão National Geographic produziu um documentário intitulado Schlagzeilen gegen Hitler (tradução do alemão para o português: Manchetes contra Hitler), que mostra a luta do jornal contra Hitler e o Partido Nazi.